# گلخن
گلخن (به لاتین: Gelkhen) یک منطقهٔ مسکونی در روسیه است که در شهرستان کوراخسکی واقع شده‌است.